# Rakning

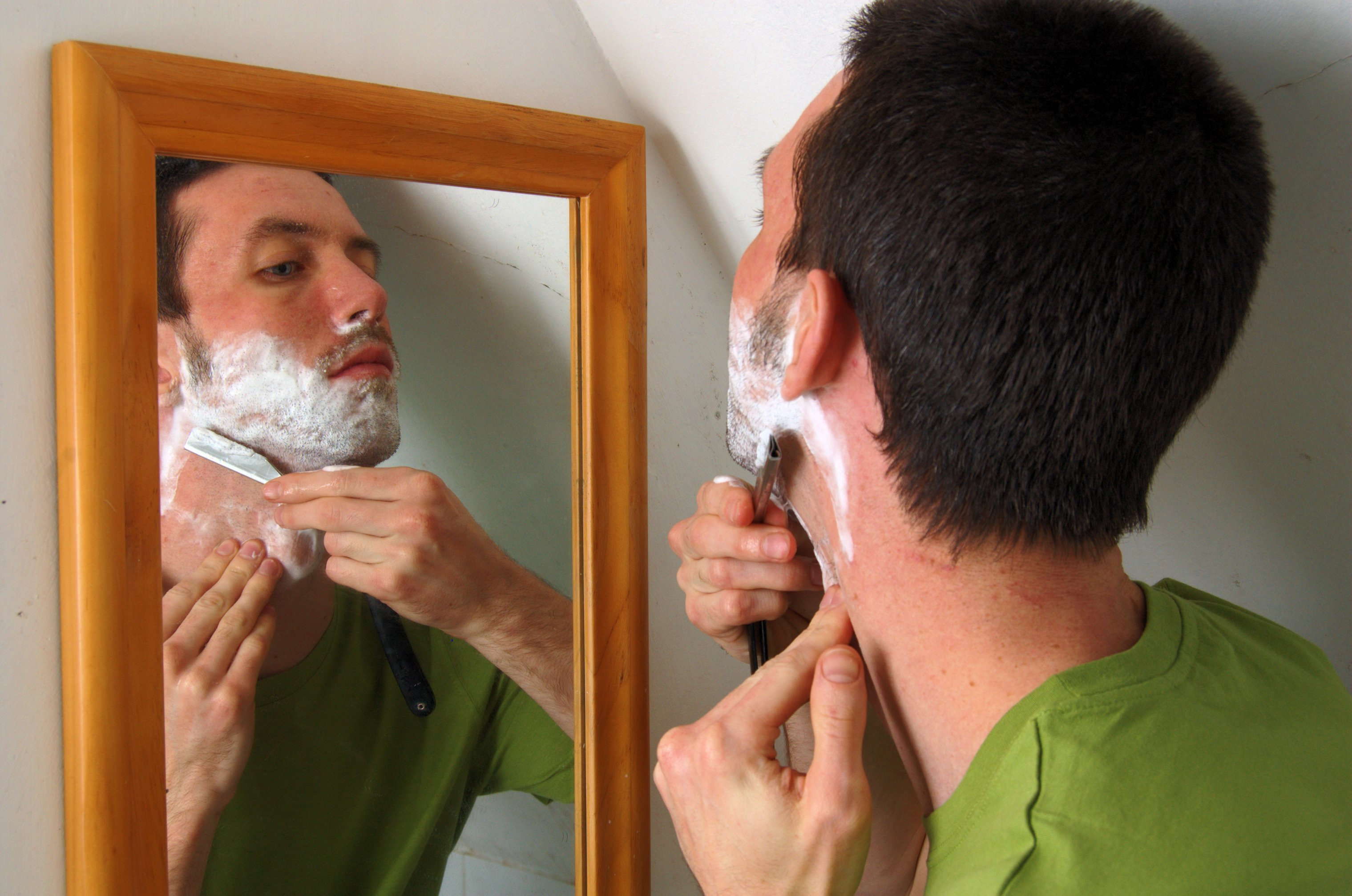
Våtrakning med rakkniv.

Rakning är borttagning av hela den del av hårstråna som ligger ovanför huden. Rakning kan utföras som torrakning eller våtrakning.
En vanlig missuppfattning är att hår växer ut i större mängder och dessutom tjockare efter rakning. Det stämmer inte. Däremot kan det se ut så när håret växer ut till stubb.

## Historik
När människan började raka sig är oklart. Att raka sig med stenverktyg har varit tekniskt möjligt sedan Neolitikum och förmodligen användes flintskärvor redan under stenåldern för att raka bort skägg. Rakning är känt åtminstone sedan antikens Egypten. På den tiden ryckte man bort håret med pincett, skrapade med pimpsten eller skar av håret med flinta eller bronskniv. Olika kroppsdelar har rakats genom tiderna. Rakning av ansiktsbehåringen bland män i Europa blev vanligt efter att Alexander den store beordrat sina soldater att raka och klippa sig för att undvika ohyra, cirka 330 år f.Kr. Rakningen blev en symbol för den civiliserade mannen, i kontrast till de skäggiga barbarerna.

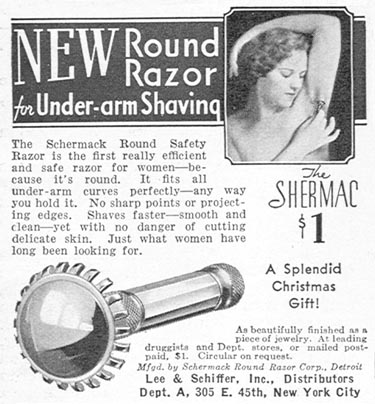
Annons för rakhyvel för kvinnor, från 1933.

Rakkniv med utfällbart knivblad förekom redan på medeltiden. Den moderna säkerhetshyveln fick sin form av den amerikanska affärsmannen King Camp Gillette 1901, men en föregångare fanns i brittiska Sheffield redan 1828. År 1903 lanserade Gillette en rakhyvel med utbytbart rakblad. 1928 fick amerikanen Jacob Schick patent på den första elektriska rakapparaten. 1975 kom engångsrakhyveln från franska Bic och 1960 kunde man raka sig med batteridriven rakapparat. Den första epilatorn var Epilady från Israel och kom 1986.
Att kvinnor rakar sig, eller på annat sätt avlägsnar kroppshår, har förekommit i tusentals år. Det fanns en föreställning om att det var mer kvinnligt, medan det ansågs mer manligt med hår eller åtminstone mer valfritt bland män. En missuppfattning, särskilt bland yngre, är att kroppshår skulle vara ohygieniskt eller onaturligt.
De rika kvinnorna i Egypten avlägsnade allt kroppshår och romerska kvinnor under 500-talet f.Kr. använde pimpsten och rakknivar. Rakning av armhålorna i USA började i och med det ärmlösa modet kring 1915. En annons i modemagasinet Harper's Bazaar från maj 1915 förespråkade att kvinnan borde raka armhålan om hon skulle använda en ärmlös klänning. Trenden fick stort genomslag och spred sig över delar av världen med modet. När kjolarna blev kortare på 1920-talet och strumporna blev tunnare så började kvinnor även raka benen. Intimrakning som att särskilt kvinnor avlägsnar håret runt könet har också förekommit i tusentals år, men har gått i perioder. Även i konsten, från 1500-talet och fram till 1800-talet så var det vanligast att avbilda nakna kvinnor utan könshår.

## Våtrakning

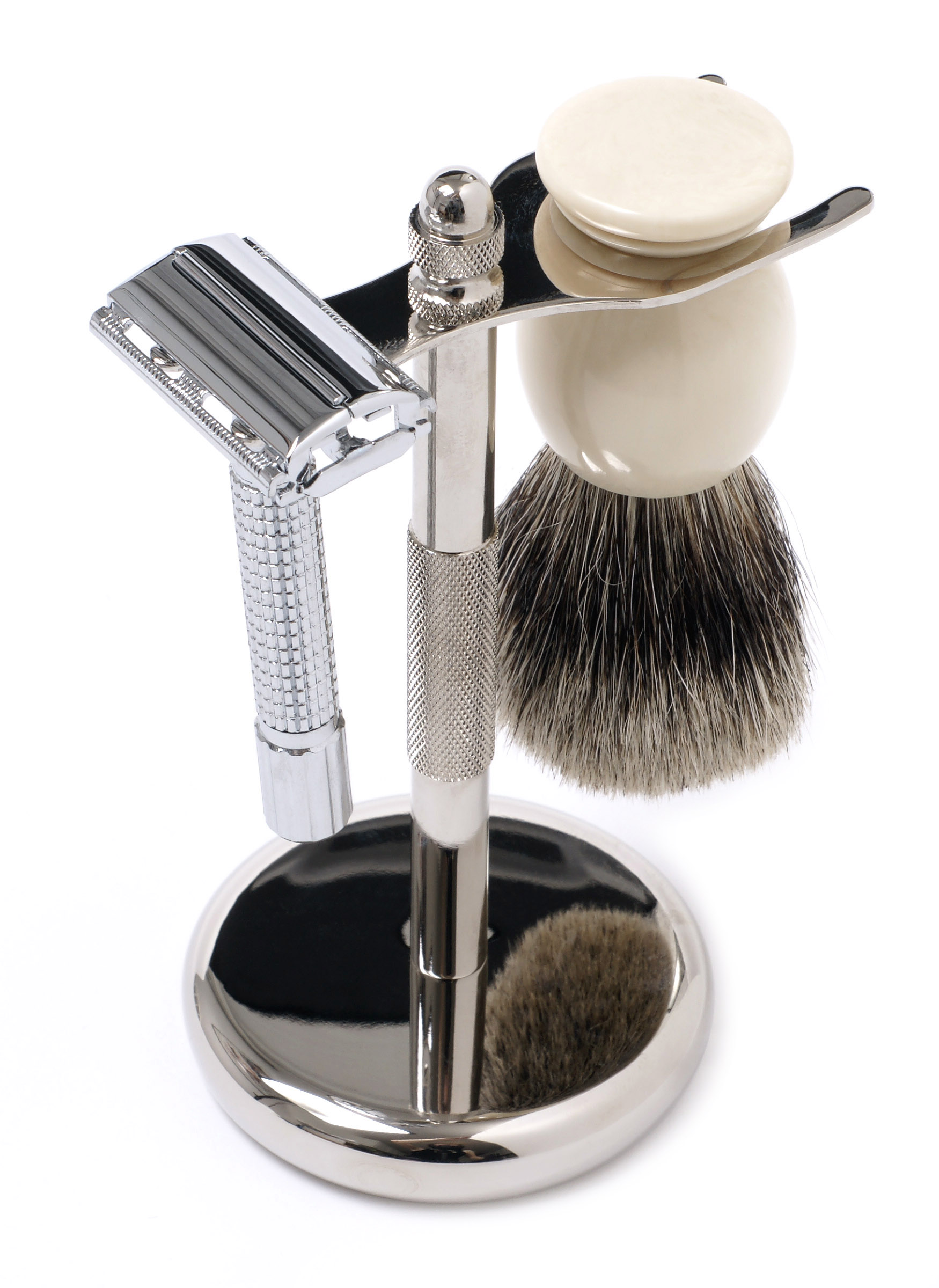
Rakhyvel och rakborste.

Våtrakning är en klassisk form av rakning, som innebär att ett vasst rakblad används för att avlägsna hår. Vid våtrakning används antingen rakhyvel eller rakkniv, varav den förstnämnda numera är vanligast. 
Våtrakning används ofta av män för att avlägsna ansiktshår. Huden mjukas upp med varmt vatten och eventuellt rakolja. Därefter appliceras raklödder eller rakgel, varpå rakning kan påbörjas. Vanligen börjar man på de områden där skäggväxten är som tunnast, det vill säga på kinderna samt halsens sidor. Rakning bör ske medhårs. Efter avslutad rakning, tvättar man bort resterna av raklöddret och baddar det rakade partiet med ljummet vatten. Vissa smörjer ansiktet och halsen med en kylande after shave-lotion. Har man råkat skära sig kan alunstift användas för att minska blodflödet.
Våtrakning kan ske i duschen med tvål eller raklödder som hjälpmedel. Det finns även rakapparater för våtrakning.

## Torrakning

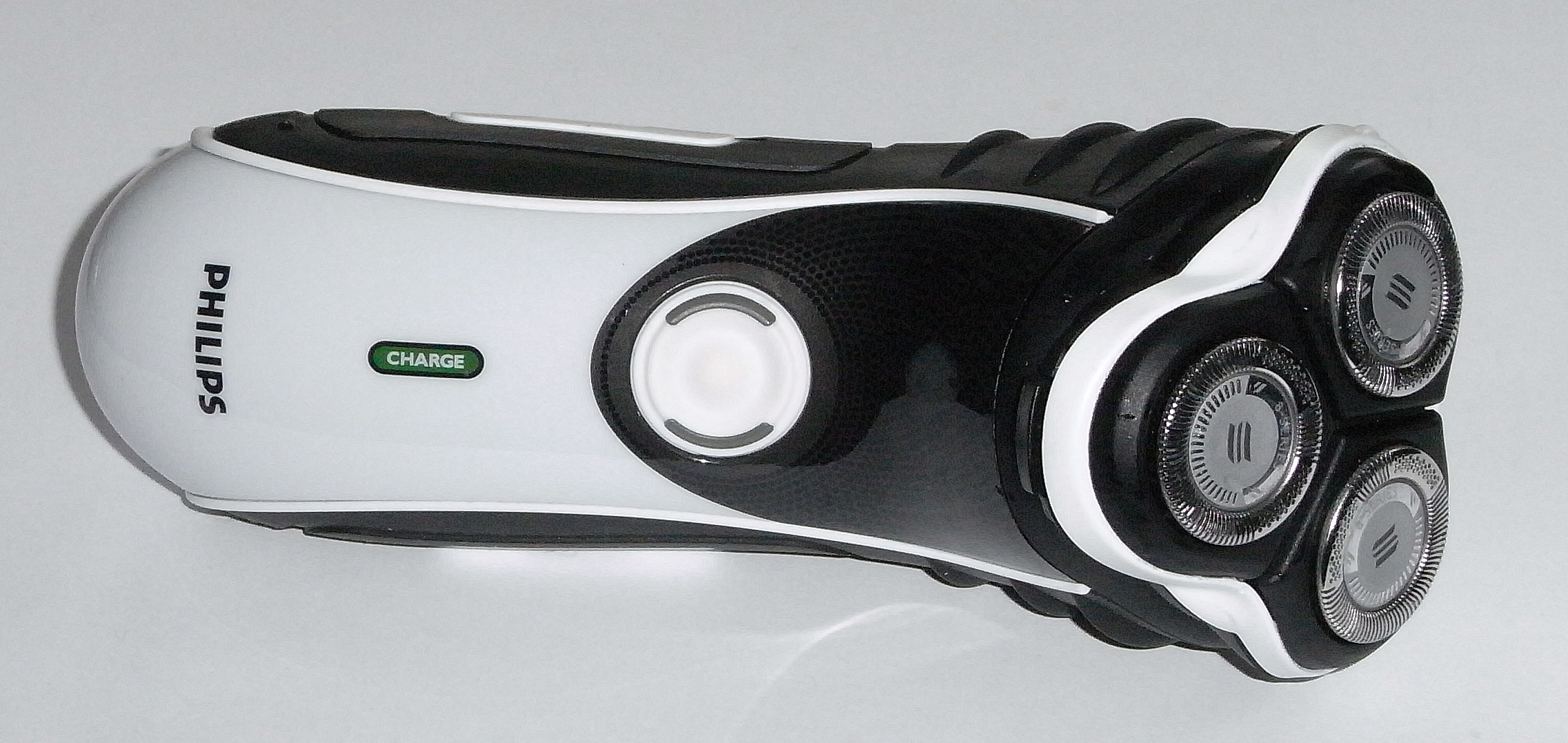
Rakapparat med roterande knivar. Modellen drivs av inbyggda, laddbara batterier.

Torrakning är en modern variant av rakning, som innebär att man i stället för hyvel använder en rakapparat, som rycker upp och skär av det rakade håret, ofta skäggstubb hos män. Det finns även epilatorer som främst används av kvinnor, som både kan användas torrt eller vått. Numera finns även en variant av torrakning, våt elrakning, då apparaten utsöndrar en rakgel under rakningen.